# ابراهیما کونه (بازیکن فوتبال، زاده ۱۹۸۹)
ابراهیما کونه (انگلیسی: Ibrahim Koné؛ زادهٔ ۵ دسامبر ۱۹۸۹) بازیکن فوتبال متولد ساحل عاج اهل گینه است.
وی همچنین در تیم‌های ملی فوتبال زیر ۲۰ سال ساحل عاج و گینه بازی کرده است.